# Sierra Vista
Sierra Vista és una població dels Estats Units a l'estat d'Arizona. Segons el cens del 2007 tenia 43.044 habitants.

## Demografia
Segons el cens del 2000, Sierra Vista tenia 37.775 habitants, 14.196 habitatges, i 9.993 famílies La densitat de població era de 95 habitants/km².
Dels 14.196 habitatges en un 34,9% hi vivien nens de menys de 18 anys, en un 56,5% hi vivien parelles casades, en un 10,4% dones solteres, i en un 29,6% no eren unitats familiars. En el 25,1% dels habitatges hi vivien persones soles el 7,7% de les quals corresponia a persones de 65 anys o més que vivien soles. El nombre mitjà de persones vivint en cada habitatge era de 2,48 i el nombre mitjà de persones que vivien en cada família era de 2,96.
Per edats la població es repartia de la següent manera: un 25,8% tenia menys de 18 anys, un 13% entre 18 i 24, un 29,2% entre 25 i 44, un 19,9% de 45 a 60 i un 12,1% 65 anys o més.
L'edat mediana era de 32 anys. Per cada 100 dones de 18 o més anys hi havia 100,7 homes.
La renda mediana per habitatge era de 38.427 $ i la renda mediana per família de 44.077 $. Els homes tenien una renda mediana de 30.053 $ mentre que les dones 23.805 $. La renda per capita de la població era de 18.436 $. Aproximadament el 8% de les famílies i el 10,5% de la població estaven per davall del llindar de pobresa.

## Poblacions més a prop
El següent diagrama mostra les poblacions més a prop.